# Iceland International 2001
Die Iceland International 2001 im Badminton fanden vom 15. bis zum 18. November 2001 in Reykjavík statt.

## Sieger und Platzierte
| Disziplin    | Gold                                     | Silber                               | Bronze                                        |
| ------------ | ---------------------------------------- | ------------------------------------ | --------------------------------------------- |
| Herreneinzel | Matthew Shuker                           | Andrew South                         | Mark Burgess                                  |
| Herreneinzel | Matthew Shuker                           | Andrew South                         | Jonathan Parker                               |
| Dameneinzel  | Elizabeth Cann                           | Louise Norregaard                    | Ragna Ingólfsdóttir                           |
| Dameneinzel  | Elizabeth Cann                           | Louise Norregaard                    | Sara Jónsdóttir                               |
| Herrendoppel | Jochen Cassel Ingo Kindervater           | Helgi Jóhannesson Njörður Ludvigsson | Magnús Ingi Helgason Broddi Kristjánsson      |
| Herrendoppel | Jochen Cassel Ingo Kindervater           | Helgi Jóhannesson Njörður Ludvigsson | Bobby Milroy William Milroy                   |
| Damendoppel  | Vigdís Ásgeirsdóttir Ragna Ingólfsdóttir | Katrín Atladóttir Sara Jónsdóttir    | Sabine Franz Simone Prutsch                   |
| Damendoppel  | Vigdís Ásgeirsdóttir Ragna Ingólfsdóttir | Katrín Atladóttir Sara Jónsdóttir    | Tinna Helgadóttir Halldora Elin Johannsdottir |
| Mixed        | Thomas Laybourn Karina Sørensen          | Aqueel Bhatti Emma Hendry            | Russell Hogg Kirsteen McEwan                  |
| Mixed        | Thomas Laybourn Karina Sørensen          | Aqueel Bhatti Emma Hendry            | Steen Thygesen-Poulsen Simone Prutsch         |

## Finalergebnisse
| Disziplin    | Sieger                                   | Finalist                             | Ergebnis           |
| ------------ | ---------------------------------------- | ------------------------------------ | ------------------ |
| Herreneinzel | Matthew Shuker                           | Andrew South                         | 7–8, 8–6, 7–5, 7–1 |
| Dameneinzel  | Elizabeth Cann                           | Louise Norregaard                    | 7–3, 8–6, 7–0      |
| Herrendoppel | Jochen Cassel Ingo Kindervater           | Helgi Jóhannesson Njörður Ludvigsson | 0–7, 8–6, 7–4, 7–1 |
| Damendoppel  | Vigdís Ásgeirsdóttir Ragna Ingólfsdóttir | Katrín Atladóttir Sara Jónsdóttir    | 7–0, 7–2, 7–1      |
| Mixed        | Thomas Laybourn Karina Sørensen          | Aqueel Bhatti Emma Hendry            | 7–2, 7–4, 7–1      |

## Ergebnisse

### Herreneinzel
- Mark Burgess –  Sveinn Sölvason: 8-6 / 7-1 / 7-4
- Ragnar Rasmussen –  Valdimar Gudmundsson: 7-1 / 7-0 / 7-2
- Jürgen Koch –  Patrick Ejlerskov: 7-1 / 7-1 / 7-0
- Johan Uddfolk –  Skuli Sigurdsson: 7-3 / 7-3 / 7-2
- Matthew Shuker –  Kasper Fangel: 7-3 / 3-7 / 7-3
- Marcus Jansson –  Orri Orn Arnason: 7-1 / 7-2 / 7-0
- Roman Spitko –  Helgi Jóhannesson: 7-2 / 7-1 / 7-1
- Valur Thrainsson –  Anders Malthe Nielsen: 7-2 / 7-1 / 7-4
- Kasperi Salo –  David Thor Gudmundsson: 7-0 / 7-0 / 7-2
- Jonathan Parker –  Erland Poulsen: 7-1 / 7-2 / 7-0
- Pedro Yang –  Njörður Ludvigsson: 1-7 / 7-2 / 1-7
- Rune Orloff –  Baldur Gunnarsson: 7-4 / 7-5 / 7-5
- Andrew South –  Magnús Ingi Helgason: 7-1 / 7-1 / 7-3
- Peter Mikkelsen –  Tómas Viborg: 4-7 / 7-4 / 7-3
- Bobby Milroy –  Martin de Jonge: 7-1 / 7-1 / 7-1
- Fridrik Veigar Gudjonsson –  Jonas Lyduch: w.o.
- Mark Burgess –  Ragnar Rasmussen: 7-1 / 7-1 / 7-1
- Jürgen Koch –  Johan Uddfolk: 7-3 / 8-7 / 7-0
- Matthew Shuker –  Marcus Jansson: 8-7 / 7-4 / 7-3
- Roman Spitko –  Valur Thrainsson: 1-7 / 6-8 / 7-4
- Kasperi Salo –  Fridrik Veigar Gudjonsson: 7-5 / 7-2 / 7-0
- Jonathan Parker –  Pedro Yang: 7-2 / 7-4 / 3-7
- Andrew South –  Rune Orloff: 7-1 / 7-0 / 7-0
- Bobby Milroy –  Peter Mikkelsen: 5-7 / 3-7 / 7-2
- Mark Burgess –  Jürgen Koch: 7-3 / 7-3 / 8-7
- Matthew Shuker –  Roman Spitko: 7-0 / 3-7 / 7-3
- Jonathan Parker –  Kasperi Salo: 7-3 / 7-0 / 1-7
- Andrew South –  Bobby Milroy: 7-4 / 7-0 / 7-3
- Matthew Shuker –  Mark Burgess: 3-7 / 8-7 / 7-6
- Andrew South –  Jonathan Parker: 7-1 / 4-2
- Matthew Shuker –  Andrew South: 7-8 / 8-6 / 7-5

### Dameneinzel
- Louise Norregaard –  Thorbjorg Kristinsdottir: 7-3 / 7-0 / 7-1
- Elsa Nielsen –  Guðri Poulsen: 7-2 / 7-2 / 7-2
- Rebecca Pantaney –  Tinna Helgadóttir: 7-3 / 7-8 / 7-3
- Ragna Ingólfsdóttir –  Elsa Torkilshoj: 7-1 / 7-1 / 7-1
- Sabine Franz –  Katrín Atladóttir: 8-7 / 7-5 / 5-7
- Louise Norregaard –  Vigdís Ásgeirsdóttir: 4-7 / 7-5 / 7-1
- Elsa Nielsen –  Unnur Ylfa Magnusdottir: 7-3 / 7-3 / 7-0
- Elizabeth Cann –  Halldora Elin Johannsdottir: 7-1 / 7-2 / 7-2
- Sara Jónsdóttir –  Amy Genders: 7-0 / 7-2 / 7-3
- Simone Prutsch –  Bjork Kristjansdottir: 7-3 / 7-0 / 7-2
- Ragna Ingólfsdóttir –  Rebecca Pantaney: 3-7 / 7-3 / 7-1
- Louise Norregaard –  Sabine Franz: 7-0 / 7-4 / 7-5
- Elizabeth Cann –  Elsa Nielsen: 7-0 / 7-1 / 7-2
- Sara Jónsdóttir –  Simone Prutsch: 7-1 / 8-6 / 7-4
- Louise Norregaard –  Ragna Ingólfsdóttir: 7-1 / 3-7 / 7-3
- Elizabeth Cann –  Sara Jónsdóttir: 7-3 / 7-4 / 7-2
- Elizabeth Cann –  Louise Norregaard: 7-3 / 8-6 / 7-0

### Herrendoppel
- Peter Mikkelsen /  Anders Nielsen –  Baldur Gunnarsson /  Valur Thrainsson: 7-0 / 8-6 / 7-3
- Helgi Jóhannesson /  Njörður Ludvigsson –  Martin de Jonge /  Þorsteinn Páll Hængsson: 7-0 / 7-3 / 7-0
- James Boxall /  Ashley Thilthorpe –  Fridrik Veigar Gudjonsson /  Valdimar Gudmundsson: 7-3 / 7-0 / 7-0
- Jochen Cassel /  Ingo Kindervater –  Orri Orn Arnason /  Steen Thygesen-Poulsen: 7-3 / 7-2 / 7-0
- Bobby Milroy /  William Milroy –  Sveinn Sölvason /  Tómas Viborg: 8-7 / 7-5 / 1-7
- Patrick Ejlerskov /  Thomas Laybourn –  David Thor Gudmundsson /  Skuli Sigurdsson: 7-3 / 7-3 / 7-1
- Magnús Ingi Helgason /  Broddi Kristjánsson –  Björn Siegemund /  Joachim Tesche: w.o.
- Erland Poulsen /  Ragnar Rasmussen –  Kristian Langbak /  Kasperi Salo: w.o.
- Magnús Ingi Helgason /  Broddi Kristjánsson –  Peter Mikkelsen /  Anders Nielsen: 7-0 / 6-7 / 7-1
- Helgi Jóhannesson /  Njörður Ludvigsson –  Erland Poulsen /  Ragnar Rasmussen: 7-2 / 7-1 / 7-1
- Jochen Cassel /  Ingo Kindervater –  James Boxall /  Ashley Thilthorpe: 7-0 / 7-4 / 7-0
- Bobby Milroy /  William Milroy –  Patrick Ejlerskov /  Thomas Laybourn: 7-0 / 7-5 / 3-7
- Helgi Jóhannesson /  Njörður Ludvigsson –  Magnús Ingi Helgason /  Broddi Kristjánsson: 7-4 / 7-2 / 7-2
- Jochen Cassel /  Ingo Kindervater –  Bobby Milroy /  William Milroy: 7-2 / 7-2 / 6-8
- Jochen Cassel /  Ingo Kindervater –  Helgi Jóhannesson /  Njörður Ludvigsson: 0-7 / 8-6 / 7-4

### Damendoppel
- Sabine Franz /  Simone Prutsch –  Thorbjorg Kristinsdottir /  Unnur Ylfa Magnusdottir: 4-7 / 7-5 / 7-0
- Katrín Atladóttir /  Sara Jónsdóttir –  Guðri Poulsen /  Elsa Torkilshoj: 7-1 / 7-0 / 7-2
- Tinna Helgadóttir /  Halldora Elin Johannsdottir –  Amy Genders /  Emma Hendry: 7-1 / 7-3 / 4-7
- Vigdís Ásgeirsdóttir /  Ragna Ingólfsdóttir –  Louise Norregaard /  Karina Sørensen: 3-7 / 8-7 / 2-7
- Katrín Atladóttir /  Sara Jónsdóttir –  Sabine Franz /  Simone Prutsch: 7-3 / 7-3 / 8-7
- Vigdís Ásgeirsdóttir /  Ragna Ingólfsdóttir –  Tinna Helgadóttir /  Halldora Elin Johannsdottir: 8-6 / 7-3 / 7-3
- Vigdís Ásgeirsdóttir /  Ragna Ingólfsdóttir –  Katrín Atladóttir /  Sara Jónsdóttir: 7-0 / 7-2 / 7-1

### Mixed
- Russell Hogg /  Kirsteen McEwan –  Helgi Jóhannesson /  Vigdís Ásgeirsdóttir: 7-0 / 8-6 / 7-0
- Skuli Sigurdsson /  Halldora Elin Johannsdottir –  Rune Orloff / Guri Thorkilshoj: 5-7 / 7-1 / 7-1
- Martin de Jonge /  Sabine Franz –  Valur Thrainsson /  Bjork Kristjansdottir: 7-2 / 7-0 / 7-1
- Thomas Laybourn /  Karina Sørensen –  Tómas Viborg /  Elsa Nielsen: 7-3 / 4-7 / 7-0
- Steen Thygesen-Poulsen /  Simone Prutsch –  Sveinn Sölvason /  Katrín Atladóttir: 7-5 / 8-6 / 7-2
- Magnús Ingi Helgason /  Sara Jónsdóttir –  Orri Orn Arnason /  Amy Genders: 7-2 / 7-0 / 7-1
- Aqueel Bhatti /  Emma Hendry –  Njörður Ludvigsson /  Ragna Ingólfsdóttir: 4-7 / 6-8 / 7-1
- Baldur Gunnarsson /  Tinna Helgadóttir –  Jürgen Koch /  Bettina Weilguni: w.o.
- Russell Hogg /  Kirsteen McEwan –  Skuli Sigurdsson /  Halldora Elin Johannsdottir: 7-1 / 7-2 / 7-2
- Thomas Laybourn /  Karina Sørensen –  Martin de Jonge /  Sabine Franz: 7-0 / 7-1 / 7-2
- Steen Thygesen-Poulsen /  Simone Prutsch –  Magnús Ingi Helgason /  Sara Jónsdóttir: 8-6 / 7-5 / 7-4
- Aqueel Bhatti /  Emma Hendry –  Baldur Gunnarsson /  Tinna Helgadóttir: 7-1 / 7-2 / 7-2
- Thomas Laybourn /  Karina Sørensen –  Russell Hogg /  Kirsteen McEwan: 7-3 / 7-0 / 7-1
- Aqueel Bhatti /  Emma Hendry –  Steen Thygesen-Poulsen /  Simone Prutsch: 7-3 / 7-4 / 4-7
- Thomas Laybourn /  Karina Sørensen –  Aqueel Bhatti /  Emma Hendry: 7-2 / 7-4 / 7-1